# 都営バス江東営業所

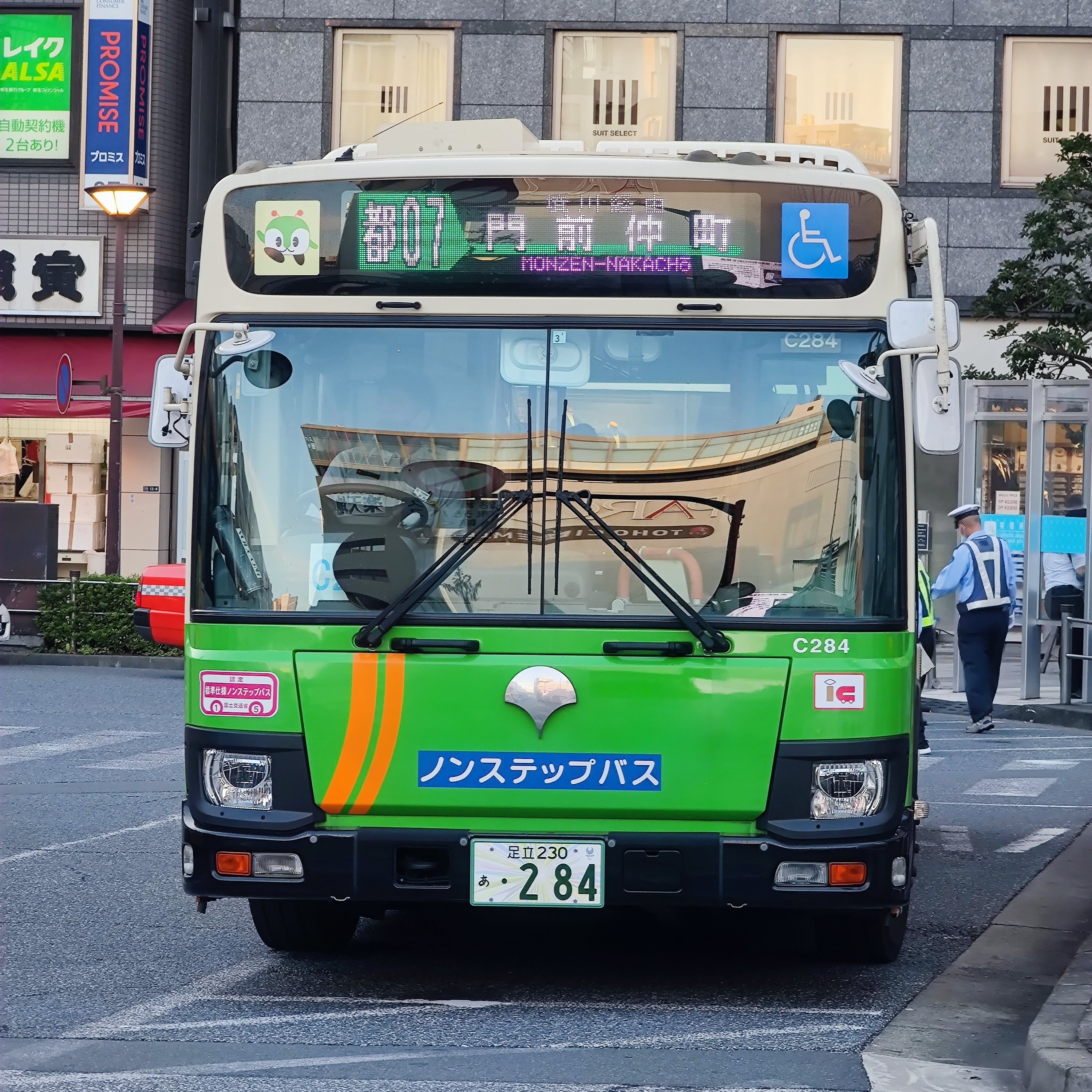
行き先表示がフルカラーLEDの一般路線バス

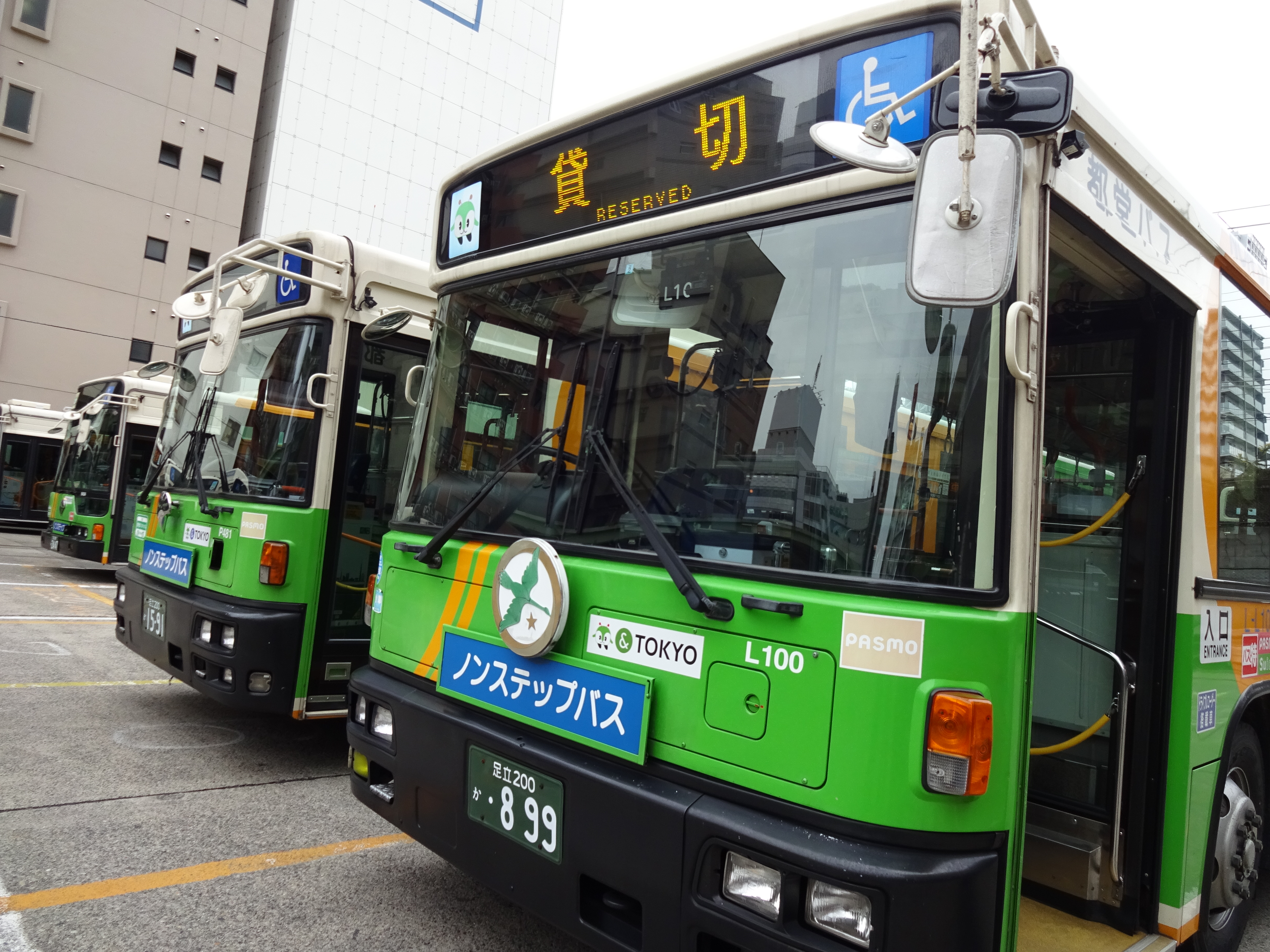
L-L100

江東自動車営業所（とえいバスこうとうじどうしゃえいぎょうしょ）とは、東京都墨田区江東橋4丁目に所在し、都営バス路線のうち江東区、墨田区、中央区などを運行する路線を担当している営業所。
最寄り駅は錦糸町駅、最寄りバス停留所は江東車庫前である。
営業所記号はL。ナンバーは足立である。
かつては今井支所を管轄下に置いていたが、1971年3月に初代江戸川営業所（現・臨海支所）の管轄に変更された。所管路線のうち都04系統のみ営業所からやや離れた都心部を運行し、主力路線の都07・東22系統は1972年（昭和47年）11月に廃止された都電錦糸堀電車営業所管轄路線の代替バスとして開設されたものである。
営業所の上層階は墨田区立きんし保育園と都営江東橋四丁目アパートが置かれ、この都営アパートの半地下部分をバス車庫に割り当てる構造である。また、車庫の半地下部分には車両移動用のトラバーサーやターンテーブルも存在していたが、現在は跡が残るのみとなっている。営業所が墨田区に所在する為ナンバープレートは江東ナンバーでなく足立ナンバーとなる。

## 沿革
- 1938年（昭和13年）7月：東京地下鉄道（青バス）江東営業所を開設。
- 1942年（昭和17年）2月1日：陸上交通事業調整法により、青バスから東京市電気局の江東自動車営業所となる。
- 1968年（昭和43年）9月29日：トロリーバス廃止に伴い今井無軌条電車営業所を廃止、代替で江東営業所今井支所を開設。
- 1971年（昭和46年）3月18日：今井支所の管轄を江戸川営業所（当時）に変更する。
- 1972年（昭和47年）11月12日：都電柳島・錦糸堀営業所廃止に伴い、代替バスとして錦14（→都07）・東22・門33・上35系統を運行開始。錦14系統は当初葛西（現・江戸川）の管轄だった。
- 1973年（昭和48年）12月1日：営業所建物工事に伴い、都電柳島車庫跡地に移転。
- 1977年（昭和52年）
  - 4月30日：工事終了に伴い現在地に再移転。
  - 12月16日：上35系統を廃止。
- 2000年（平成12年）12月12日：急行05系統の運行を開始。当初は深川の管轄だった。
- 2003年（平成15年）4月1日：都07系統に参入、葛西との共管となる。都04系統を深川に移管する。
- 2004年（平成16年）3月29日：都07系統の共管を解消、亀23系統を葛西から移管する。
- 2005年（平成17年）3月28日：錦11・東20系統を臨海に移管し、急行05・錦18系統を深川から移管する。錦27系統を江戸川との共管とする。
- 2009年（平成21年）4月1日：都04系統を深川から再移管。錦27系統の共管を解消、江戸川の単独所管とする。
- 2014年（平成26年）4月1日：亀23系統を江戸川へ再移管。
- 2022年（令和4年）4月1日：都04系統の共管を解消、有明営業所単独運行となる。
- 2025年（令和7年）4月1日：亀23系統が江戸川営業所から移管。[2]

## 現行系統

### 都07系統（グリーンスター）

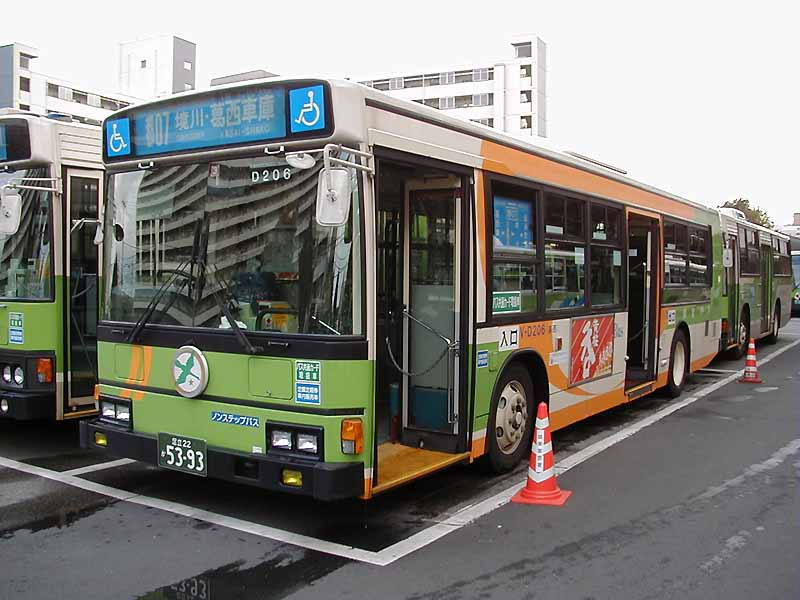
葛西営業所時代の都07 (V-D206)現在除籍済。
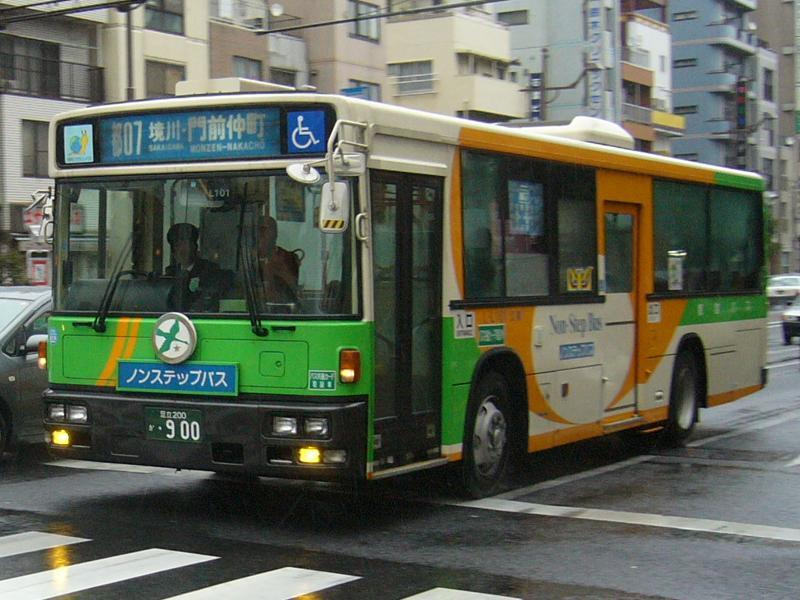
都07 (L-L101)現在除籍済。
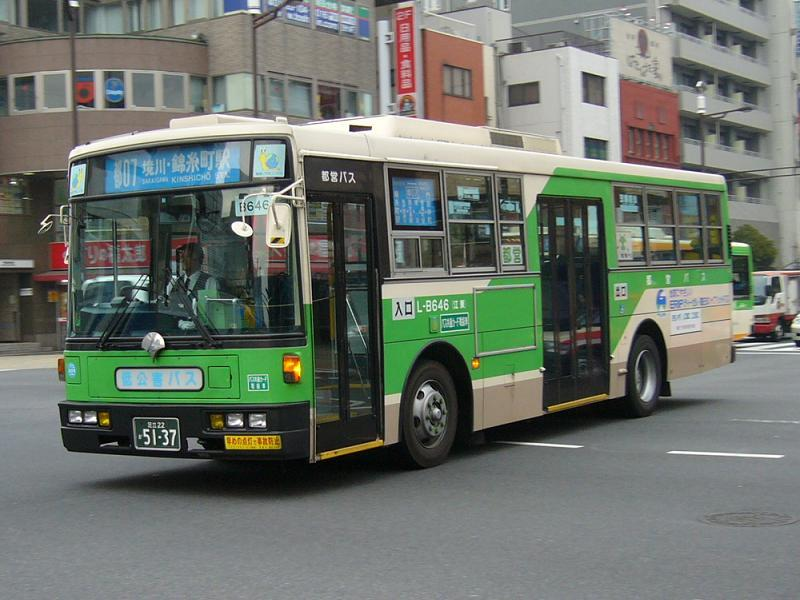
昔は低公害車も充当された。 (L-B646)現在除籍済。
路線図
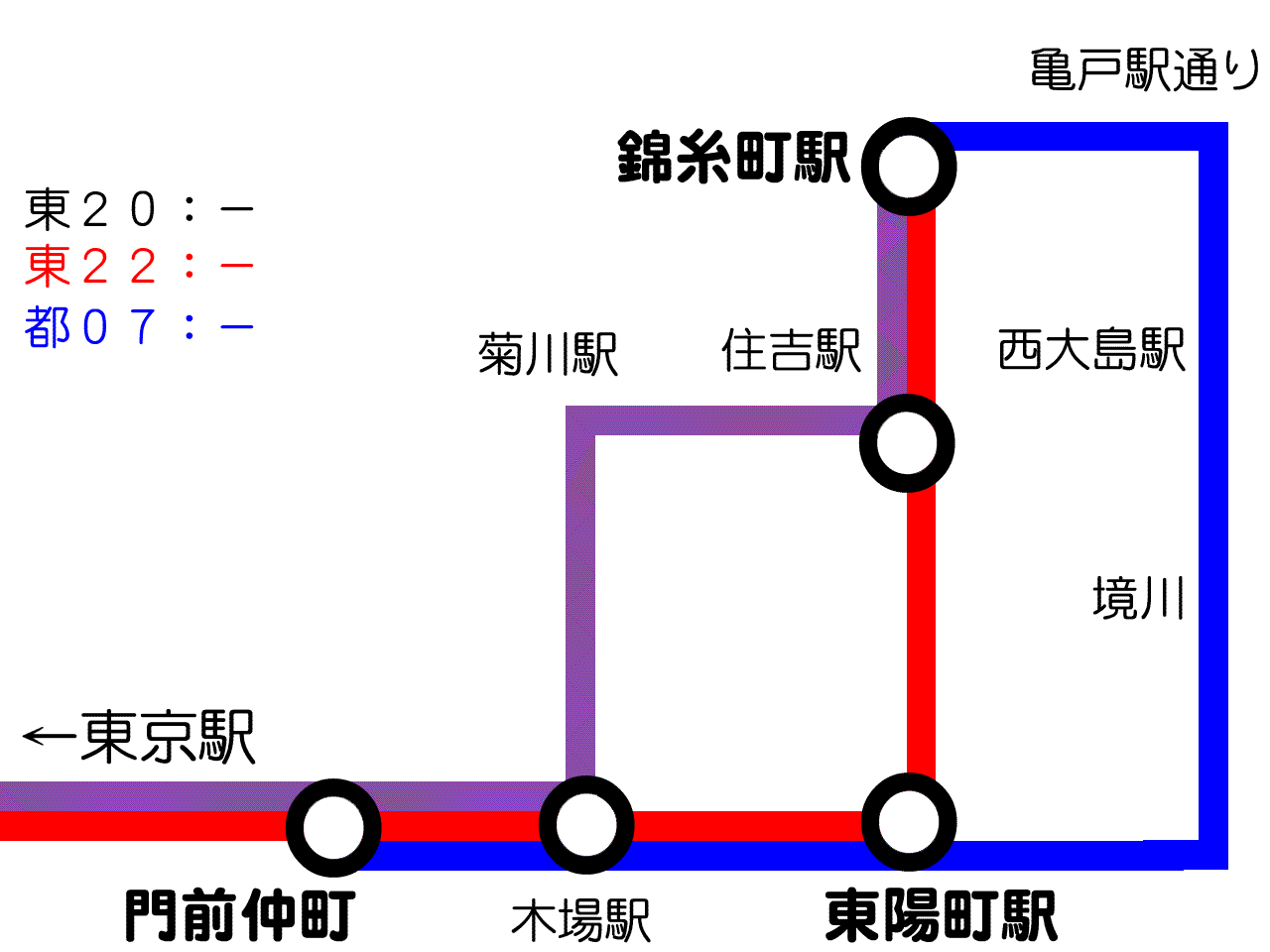
都07・東20・22の経路（都07は青）

- （都電38→錦14→） 都07：錦糸町駅 - 亀戸駅通り - 西大島駅 - 境川 - 東陽町駅 - 木場駅 - 門前仲町[3]
- 都07：錦糸町駅 - 亀戸駅通り - 西大島駅 - 境川 - 東陽町駅 (出入庫)
  - 1972年（昭和47年）11月12日：都電38系統錦糸堀車庫前 - 境川 - 日本橋（代替時には門前仲町までに短縮済み）の代替系統として、錦14系統錦糸町駅 - 第一大島小（現・西大島駅） - 境川 - 東陽町駅 - 門前仲町線が開業、葛西営業所（現：江戸川営業所）の担当となる。
  - 1992年（平成4年）3月31日：都市新バス化され、系統番号を都07に変更する。
  - 2003年（平成15年）4月1日：江東営業所との共管となる。
  - 2004年（平成16年）3月28日：江戸川営業所との共管を解消し、江東営業所の単独所管となる。

錦糸町駅を起点として京葉道路を走行、亀戸駅通りから明治通りに入り、日曹橋から永代通りを経由して門前仲町に至る、江東営業所の主力路線のひとつである。1日当たりの輸送人員数は、全都バス系統中1位である。
都電第7次撤去により廃止された38系統（錦糸堀車庫前 - 門前仲町 - 日本橋）の代替バス錦14系統として1972年（昭和47年）11月12日付で運行を開始した。永代通り上の東陽町駅 - 門前仲町間は東西線と並行している。沿線には深川不動堂（不動尊前）や富岡八幡宮など、江戸時代から多くの参詣客を集める寺社がある。富岡八幡宮においては夏に3年に1度、例大祭が行われ、実施時は永代通りで交通規制されるため、運転区間を錦糸町駅 - 木場駅に変更のうえ運行される。

錦14系統の開設までは都電38系統が当地域における重要な交通手段であったが、東京都の都電撤去の方針に伴い、まず1971年（昭和46年）の第6次撤去で日本橋 - 門前仲町間を短縮し、翌年には代替バスとして錦14系統が設定された。当初は葛西営業所担当で、後に境川操車場までの区間便や葛西車庫への出入便が設定される。葛西営業所はこの路線を主に受け持つために開設された車庫であり、2004年に江戸川営業所へと改称されるまでは江東区内が主な営業範囲だった。
1992年3月31日には錦14系統が都市新バス化のうえ都07系統「グリーンスター」に生まれ変わった。白鳥座と天の川をイメージしたヘッドマークが取り付けられ、方向幕を青に変更、車両のグレードアップやバスロケを導入するなどして、バスを利用しやすい体制が整えられた。その後もリフト付きバス（1995年）、ノンステップバス（1998年）が早い時期から導入された。

運行開始以来、江東営業所が錦糸町駅至近にありながら全便が葛西営業所の担当で、錦14系統から都07系統への変更時にも移管されなかったが、2003年4月の改正時に葛西営業所と江東営業所の共管となる。これと同時に境川操車場が閉鎖され、葛西車庫行も最終便のみの運行となった。その後、2004年3月に江東営業所の単独管轄となり、錦糸町駅や門前仲町からの葛西車庫発着便も全廃された。その際、錦糸町駅からの葛西車庫行き最終便は、明治通り周辺や東砂・葛西橋方面への帰宅の足として重要な役割を担っていたことから、臨海支所が受け持つ両28系統による第六葛西小学校（江戸川営業所の至近）行として運行されるようになった。この便は葛西車庫行最終便の名残で、錦糸町駅前では都07系統と同じ乗り場から発車する。

### 錦18・急行05・直行03系統

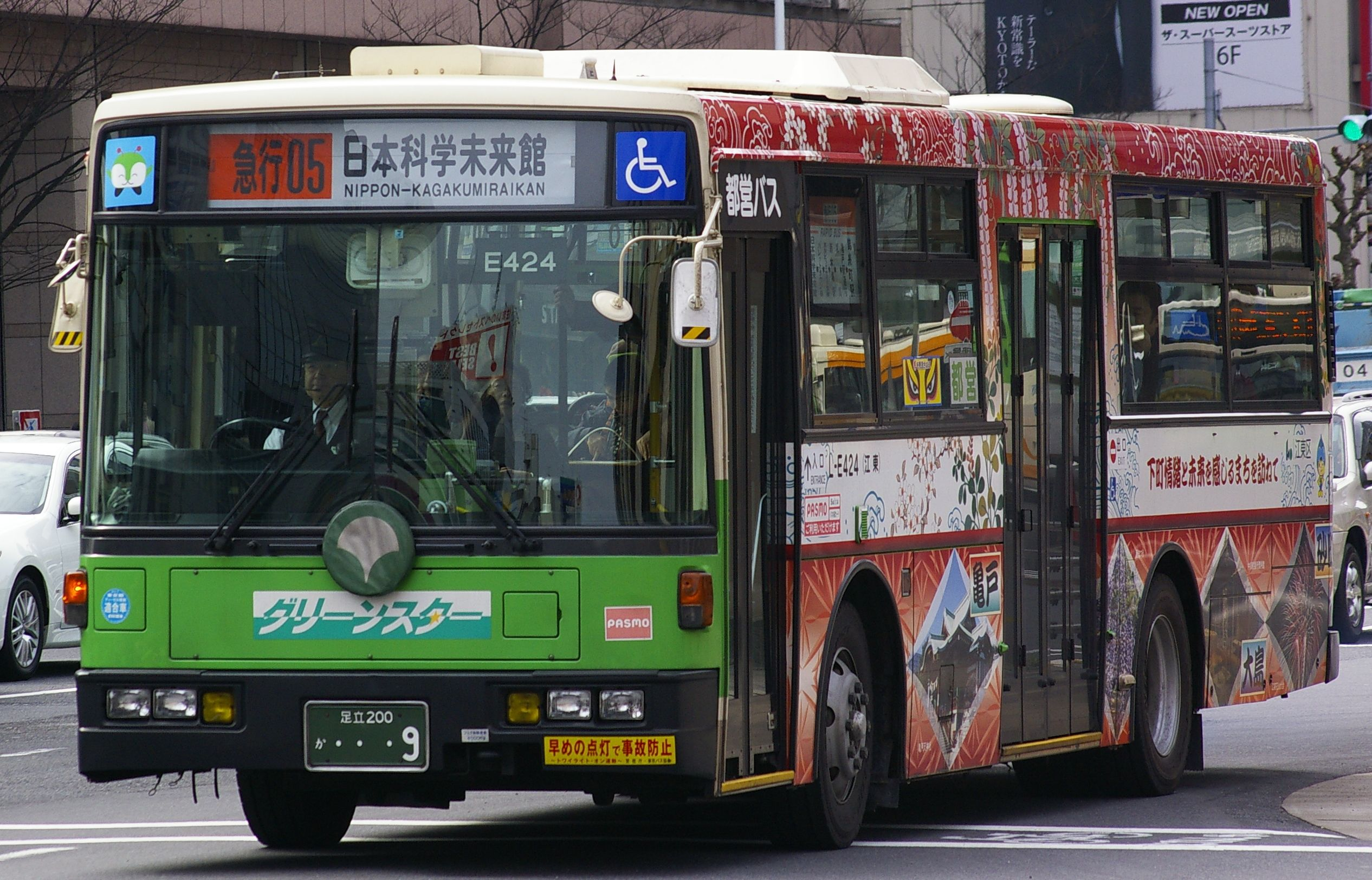
急行系統の江東区ラッピング車
(L-E424)

- 錦18：錦糸町駅 - 亀戸駅通り - 西大島駅 - 境川 - 夢の島 - 新木場駅 - 国際展示場駅（平日のみ）[3]
- 急行05：錦糸町駅 - 亀戸駅通り - 西大島駅 - 境川 - 夢の島 - 新木場駅 - 東京ビッグサイト東棟 -（←テレコムセンター駅/東京国際クルーズターミナル駅→）- 日本科学未来館（土曜・休日のみ）[3]
- 急行05：錦糸町駅 - 亀戸駅通り - 西大島駅 - 境川 - 夢の島 - 新木場駅 - 東京ビッグサイト東棟（土曜・休日のみ）
- 急行05：錦糸町駅 ← 亀戸駅通り ← 西大島駅 ← 境川 ← 夢の島 ← 新木場駅 ← 東京ビッグサイト駅（土曜・休日のみ、東京ビッグサイトで催事が開催された時の臨時便）
- 直行03：錦糸町駅 → 亀戸駅通り（この間の停留所通過） 西大島駅（この間の停留所通過） 新木場駅 → 東京ビッグサイト東棟 → 東京国際クルーズターミナル駅 → 日本科学未来館（土曜・休日のみ）
  - 1990年3月18日：夢01系統錦糸町駅 - 新木場駅線が開業する。
  - 2000年12月12日：夢01系統を延伸し、急行05系統（錦糸町駅 - 新木場駅 - 東京テレポート駅）とする。
  - 2002年12月1日：錦18系統錦糸町駅 - 新木場駅線が運行を開始する[6]。
  - 2005年4月2日：急行05系統の東京テレポート駅周辺をパレットタウン→船の科学館駅（現：東京国際クルーズターミナル駅）→テレコムセンター駅→パレットタウンに変更し、東京テレポート駅を経由しなくなる。同時に深川営業所から江東営業所に移管。
  - 2007年3月31日：急行05系統の経路を変更し、日本科学未来館（発着は未来館構内）を終点とする[7]。
  - 2018年4月1日：直行03系統を新設し､錦18系統を日中は国際展示場駅に延伸する。

平日運行の錦18系統と土曜・休日運行の急行05系統が存在し、両系統は錦糸町駅から京葉道路・明治通りを都07系統と同じルートで日曹橋まで、その先は直進して新木場駅へ向かい、急行05系統はさらにお台場方面を日本科学未来館へ向かう。急行05系統の愛称は「江東区城東シャトル」。両系統とも当初は深川営業所の管轄だったが、2005年4月に江東営業所へ移管されている。
新木場駅停留所は錦糸町方面が明治通り上、お台場方面はロータリー内となっている。また、錦18系統の錦糸町駅行始発便は、新木場駅ロータリー内を発車すると明治通り上の新木場駅停留所に連続停車する（国際展示場駅発は明治通り上のみ停車）。
錦糸町駅と新木場駅を結ぶバス路線は、「ホリデー路線」として1990年3月に設定された夢01系統（錦糸町駅 - 夢の島 - 新木場駅）に端を発する。夢01系統は休日のデータイムのみの運行であった。さらに運転区間に夢の島などはあるものの、利用客はそれほど根付かなかった。
2000年12月12日の都営地下鉄大江戸線開業に伴う路線バスの再編時に、新たなバスサービス「ラピッドバス」のひとつとして、夢01系統を延伸したうえで急行05系統・錦糸町駅 - 新木場駅 - 東京テレポート駅とし、土曜日の運行も開始された。この結果、鉄道では乗換えが不便であるお台場まで直行できる利便性により、利用者は大きく増加した。
2002年12月には平日のみ運行で江東区を南北に結ぶ新木場駅発着の錦18系統が設定される。急行05系統とは対照的にこちらは平日運行であることから特に通勤通学路線の役割が高くなっている。設定当初は朝夕のみであったが、2004年4月以降は日中にも時/1本程度ではあるが運行されるようになり、以後も朝夕を中心に増便されている。
急行05系統としての延長は成功を収め、総武線や都営新宿線などの駅から乗り換えなしで手軽にお台場まで行ける利便性で好評を博してきた一方で、パレットタウンや東京テレポート駅の周辺などお台場地区では道路渋滞により定時運行が困難になっていた。こうしたことから、2005年4月には江東営業所に移管されると同時にテレコムセンター駅へ延長され、大江戸温泉物語や日本科学未来館などへのアクセス強化が図られた一方で東京テレポート駅には寄らなくなる。このとき、錦18系統も合わせて江東営業所に移管されている。その後、急行05系統は2007年3月に終点を日本科学未来館の構内に変更した。
錦18系統の一部便は陽20系統の間合いとして運転され、江東営業所から出庫した錦18系統新木場駅行きに入った後に東陽操車所へ回送され、さらに東陽町駅から陽20系統東大島駅行きとして営業運転に入る便もある。

### 陽20系統
- 陽20：東陽町駅 - 江東高齢者医療センター - 江東図書館入口 - 東大島駅[3]
  - 2007年3月26日：路線を開設する[7]。
  - 2009年4月1日：東大島駅へ路線を延長[11]。

東陽町駅から江東高齢者医療センターを経由して東大島駅に至る路線である。当初は東陽町駅から江東高齢者医療センターを循環して東陽町駅に戻る路線だったが、2009年4月1日より循環ルートを残したまま東大島駅まで路線を延長した。このため、循環ルート内では上下線とも同一経路・停留所を通る一方通行となり、途中の「南砂町駅入口」は東大島駅行きが1回（11番のりば）・東陽町駅行きが2回（11番のりば→3番のりば）停車するという変則的な形態となっている。
FC LED車で表示される路線カラーは紫。

### 亀21系統
- 亀21：亀戸駅 - 城東特別支援学校 - 大島駅 - 北砂七丁目 - 亀高橋 - 旧葛西橋 - 袖ヶ浦 - 南砂六丁目 - 東陽町駅[3]
  - 1974年（昭和49年）5月10日：路線を開設する。当初は深川営業所の管轄だった。
  - 1977年（昭和52年）12月16日：江東営業所に移管する。
  - 1989年頃：深川営業所に再移管される。
  - 2000年12月12日：再び江東営業所に移管。
  - 2013年4月1日：亀戸駅からの亀高橋止まりを廃止する。
  - 2016年9月1日：ろう学校江東分教室前停留所を城東特別支援学校前停留所に名称変更[12]。

この路線は、亀戸駅から比較的新しく開通した丸八通りを南下し、東砂地区を経由したのち西へ進路を変え、東陽町駅に至る。袖ヶ浦から先においては狭隘道路を走行しており、この通りで祭事が行われる際などには迂回を行う。この路線は、管轄が深川営業所と江東営業所の間で何度か変わっており、現在は江東営業所が担当である。
過去には大島駅で都営バスと都営地下鉄との普通運賃において、乗継割引実証試験が1年間試行された。しかしその後は継続されず、現在では他の系統も含め普通乗車券における乗継割引は実施されていない。

### 東22系統

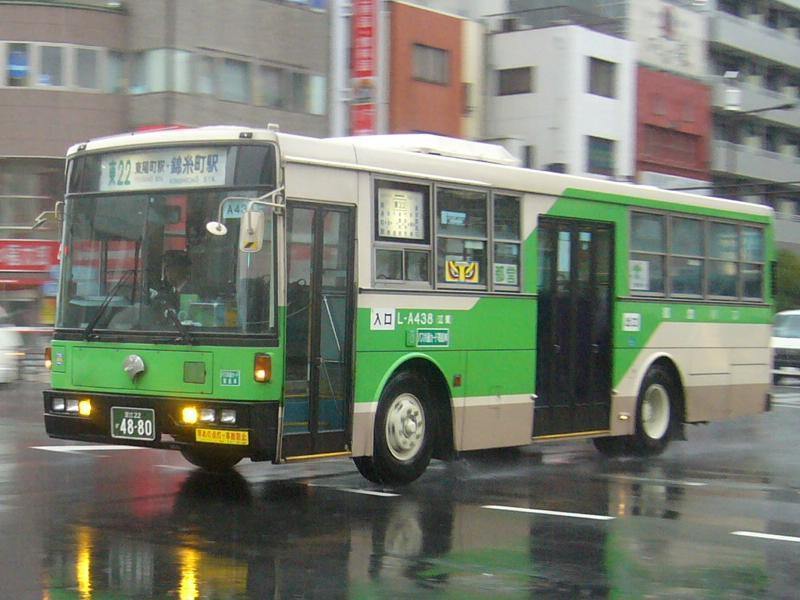
東22(L-A438)

東22、東20乙路線図

- （都電28→）東22：錦糸町駅 - 住吉駅 - 千田 - 東陽町駅 - 木場駅 - 門前仲町 - 日本橋 - 東京駅丸の内北口[3]
- 東22：錦糸町駅 - 住吉駅 - 千田 - 東陽町駅[3]
  - 1972年（昭和47年）11月12日：都電28系統の廃止に伴い、東22系統として開業[13]。

錦糸町駅を起点として四ツ目通りを走り、東陽町駅からは永代通りを経由して東京駅に至る江東営業所の最主力路線のひとつ。都電第7次撤去により廃止された28系統（錦糸町駅 - 都庁前線）の代替が当初の目的だったが、都電時代末期からJR総武線と東京メトロ東西線を結ぶ鉄道短絡輸送の意味合いが非常に強くなり、バス化後は半蔵門線、都営地下鉄新宿線も開業して強化された。

年間収益は全都バス系統中1位、営業係数も品川営業所の品99に次いで全都バス系統中2位となっている。
錦糸町駅と東陽町駅の間は日中でも5、6分毎の間隔で運行されているものの、東陽町駅以西は東西線や門前仲町までは明治通り経由の都07が存在するため、1時間に2 - 4本程度が運行されるのみ。正月三が日期間においては臨時ダイヤが組まれ、錦糸町駅 - 門前仲町の運行が増発される。また、3年に1度開催される富岡八幡宮例大祭では、時間帯によって門前仲町付近での迂回運行や東京駅 - 茅場町、木場駅 - 錦糸町駅に分けて運行される。FCLED車にて表示される路線カラーは青。

### 亀23系統
- 亀23：亀戸駅 - 西大島駅 - 北砂五丁目団地 - 亀高橋 - 南砂町駅 - 江東高齢者医療センター（循環）
- 亀23：亀戸駅 - 西大島駅 - 北砂五丁目団地 - 亀高橋 - 南砂町駅（朝夕のみ）
  - 2001年8月7日：亀23系統が開通する。当初は葛西営業所担当だった。
  - 2002年5月30日：南砂町駅 - 江東高齢者医療センター間を延長する。運行形態を循環路線に変更する。
  - 2004年3月29日：葛西営業所から江東営業所に移管される。
  - 2014年4月1日：江戸川営業所へ移管。
  - 2025年（令和7年）4月1日：江戸川営業所から移管[2]。

新砂地区の再開発を機に2001年8月に開設された路線で、江東区内の東西線で唯一都バス路線のなかった南砂町駅に乗り入れた。この系統が設定されたため、両28系統の亀戸駅発着が大幅に減らされた。2002年5月に江東高齢者医療センターへ延長。医療センターの診療時間以外は、全便が南砂町駅止まりとなる。当初は葛西営業所の担当で、2004年3月に江東営業所に移管されたが、2014年4月1日に江戸川営業所へ移管。2025年4月からは再度江東営業所の管轄となった。

### 門33系統
- （都電23→）門33：亀戸駅 - 柳島 - 押上 - 都営両国駅 - 森下駅 - 門前仲町 - 月島駅 - 勝どき駅 - 豊海水産埠頭[3]
- 門33：門前仲町 → 森下駅 →  都営両国駅 →  押上 → 柳島 → 亀戸駅（平日・土曜初便のみ）

- - 1972年11月12日：都電23系統の代替として、門33系統（亀戸駅 - 豊海水産埠頭）として開通[13]。また、亀戸駅 - 晴海埠頭間があわせて新設される。
  - 1978年11月1日：亀戸駅 - 晴海埠頭間を廃止する。
  - 1990年11月5日：墨田区役所の移転に伴い、墨田区役所 - 豊海水産埠頭間を設定する。
  - 1992年7月21日：墨田区役所 - 豊海水産埠頭間を廃止する。
  - 2000年12月12日：両国駅発着を廃止[9]。
  - 2018年（平成30年）4月1日：南千住営業所との共管となる[要出典]。
  - 2023年（令和5年）4月1日：江東営業所単独の所管に戻る。[17]

亀戸駅から押上、都営両国駅、森下駅、門前仲町を経て豊海水産埠頭に至る路線で、明治通り、浅草通り、清澄通りを走る。都電第7次撤去により廃止された23系統（福神橋 - 月島）の代替系統として、両端を延伸する形で1972年11月に設定された。当初は晴海埠頭発着便も設定されていたが、1978年11月に廃止、豊海水産埠頭発着に一本化された。2000年12月12日に都営大江戸線が開業すると、都営両国駅 - 勝どき駅間で完全並行することとなり、大幅な減便の上、両国駅 - 豊海水産埠頭間の折返し系統が廃止となっている。
また1990年11月には、墨田区役所がリバーピア吾妻橋に移転すると同時に墨田区役所 - 豊海水産埠頭間の折返し系統が設定されたが、1992年7月に廃止されている。

### 江戸川競艇バス
- 艇10：平井駅 - ボートレース江戸川[3]

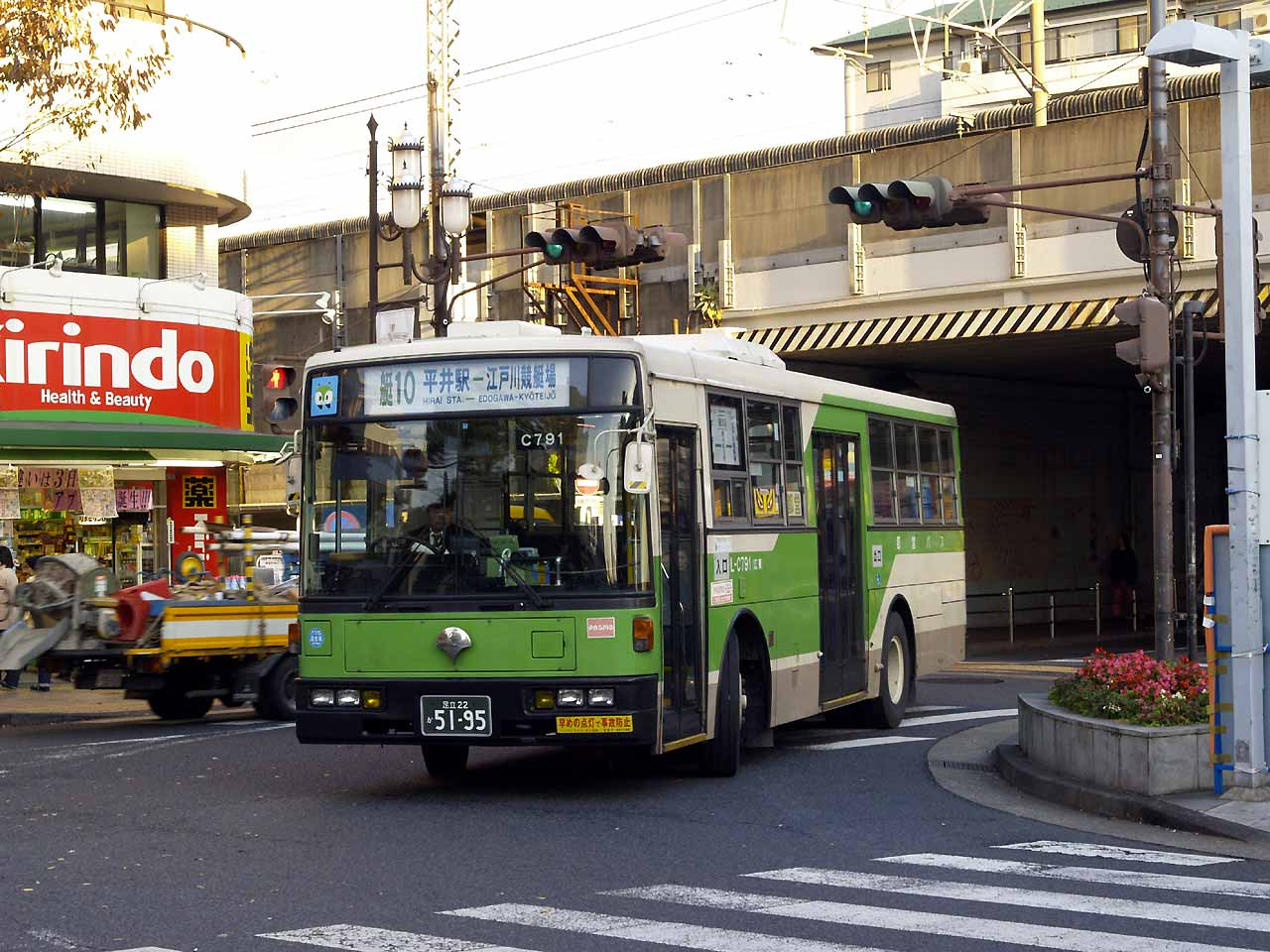
艇10(L-C791)

江戸川競艇場の無料シャトルバス。以前は臨海営業所との共同運行だったが現在は江戸川営業所との共同運行である。一時期は巣鴨営業所も担当していた時期がある。

## 廃止・移管系統

### 直行02系統（ダイレクトバス）
- 直行02：東京駅八重洲口（外堀通り）←（この間の停留所通過）← 亀島橋 ← 勝どき駅 ← 豊海水産埠頭
  - 2018年（平成30年）4月1日：都04系統の急行便として直行02系統を開設。
  - 2021年（令和3年）11月1日：有明営業所との共管となる。
  - 2022年（令和4年）4月1日：都04の共管を解消、有明営業所単独運行となる。直行02は引き続き江東営業所が運行する。
  - 2024年（令和6年）3月29日：この日の運行をもって直行02が廃止。

本路線の母体は初代・東16系統（東京駅南口 - 勝どき五丁目、深川担当）だが、朝夕のみの運行だった。そのため、直接的な路線としては銀86系統（渋谷駅 - 豊海水産埠頭、渋谷担当）と初代・東16系統を1982年（昭和57年）の交通局第3次再建計画による路線再編成で統合した銀16系統が本系統の前身である。同路線は1988年3月21日に都03系統（銀71系統から改称。当時は杉並担当）と共に都市新バス化され、都04系統「グリーンアローズ」となった。グリーンアローズの各系統は路線の重複区間が多いため、誤乗車を防止する目的で方向幕にそれぞれ別の色を施しており、本路線の方向幕は深緑色。都市新バスで青色以外の方向幕は本路線が初めてとなった。
運行区間としては初代・東16系統を、運行回数は銀86系統を受け継いでいる。銀86系統は都電9系統の代替として開設された路線で、末期には豊海水産埠頭から虎ノ門までの区間便が増えていた。

2000年12月の大江戸線全線開業時には本数が若干減少するも、その後は勝どき駅周辺の再開発が進展し、オフィスへの通勤需要、高層マンションの居住人口の増加により、銀座・有楽町・東京駅へ直結する利点が認識されたことから、2007年に再度増便されている。この間、2003年4月に江東営業所から深川営業所へ移管されたが、2009年4月1日には再び江東営業所の担当に戻ると同時に朝の東京駅方面と夕方の豊海水産埠頭方面に設定されていた勝どき五丁目経由便が廃止となった。その後、豊海水産埠頭（豊海町）→勝どき五丁目→勝どき駅の区間には江戸バスの南循環線が運行されている。
江東営業所への再移管後は基本的に全便がハイブリッド車で運行されるようになったが、稀に非ハイブリッド車で運行されるケースもある。2018年4月1日に都04の急行便として、直行02系統が開設された。直行系統に限り、東京駅の発着が八重洲口となっている。八重洲口バスターミナル内には乗り入れず、外堀通り上のバス停での降車となる。

2022年4月より都04系統は有明営業所の単独運行となった。直行02系統は引き続き江東営業所が管轄となる。
2024年3月29日の運行をもって直行02が廃止された。

### 都04系統（グリーンアローズ）

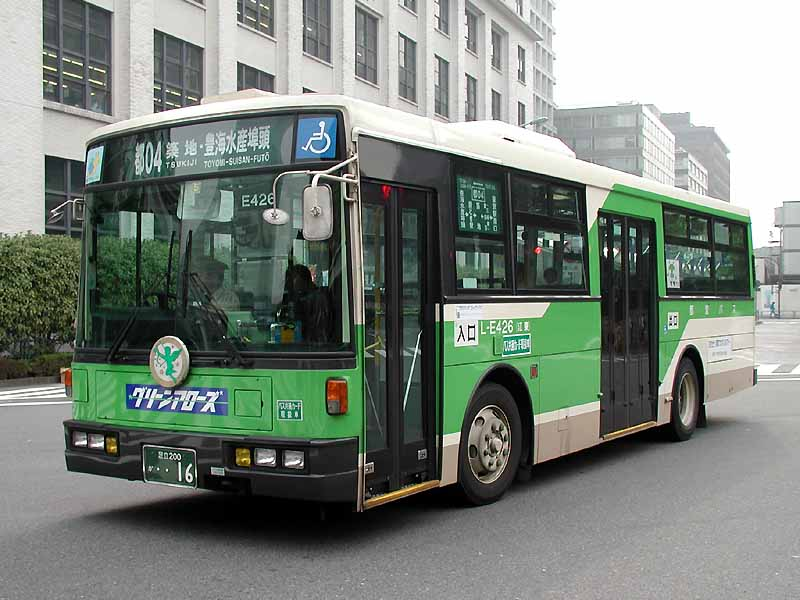
2003年移管前の都04 (L-E426)

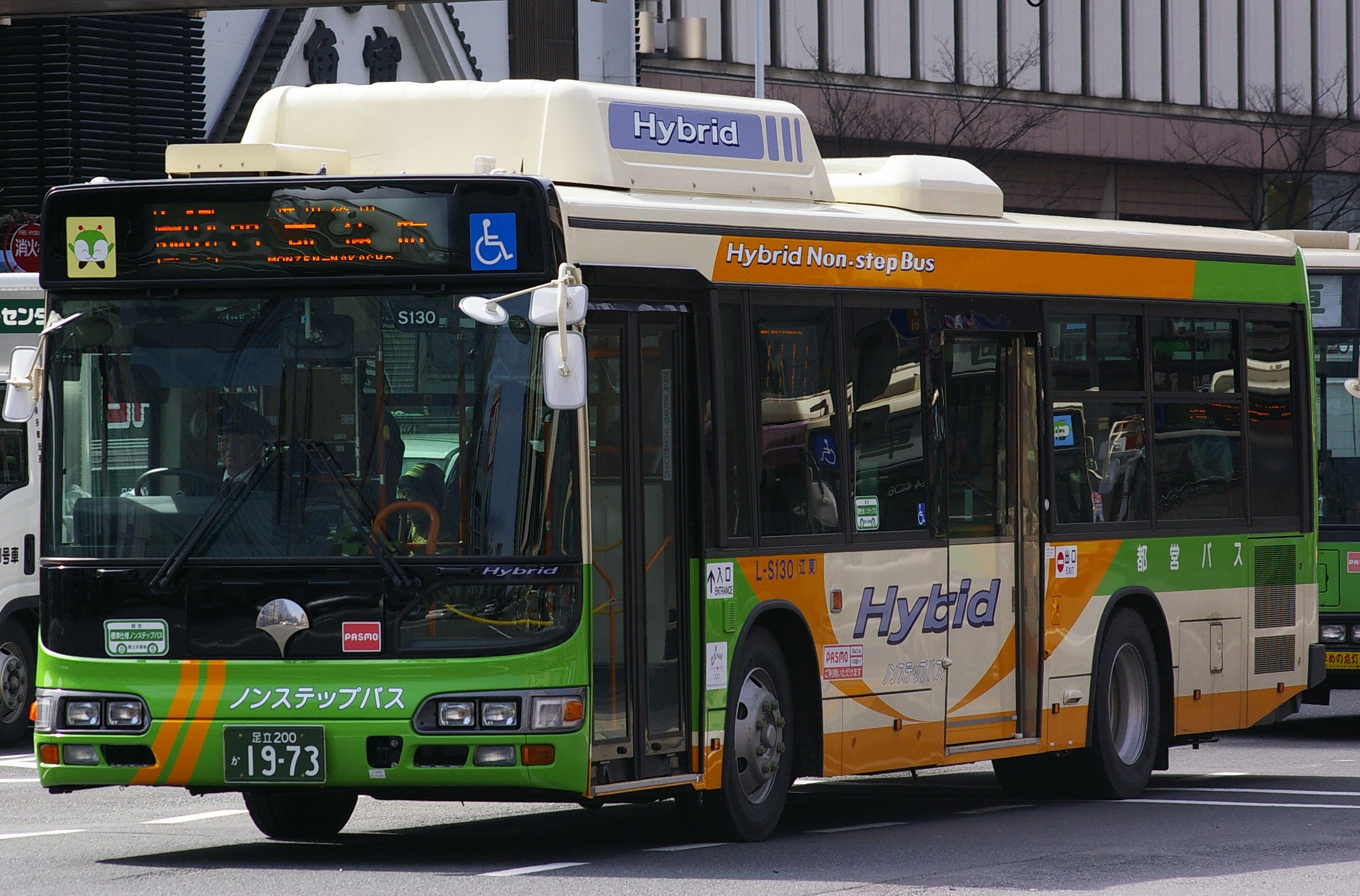
現在の都04で使用されるハイブリッド車 (L-S130)

- （東16→銀16→）都04：東京駅丸の内南口 - 有楽町駅 - 銀座四丁目 - 築地 - 勝どき駅 - 豊海水産埠頭[3]
  - 1982年12月26日：東16系統（初代）・東京駅南口 - 勝どき五丁目間と、銀86系統・渋谷駅 - 豊海水産埠頭間を統合・整理し、銀16系統・東京駅丸の内南口 - 豊海水産埠頭間が開業。江東営業所担当となる。
  - 1988年3月21日：都市新バス化され、系統番号を都04に変更する。
  - 2003年4月1日：深川営業所に移管される。
  - 2009年4月1日：再び江東営業所の所管となる。勝どき五丁目経由の便を廃止する[19]。
  - 2018年（平成30年）4月1日：直行02系統を開設。
  - 2021年（令和3年）11月1日：有明営業所との共管となる。
  - 2022年（令和4年）4月1日：共管を解消、有明営業所単独運行となる。

速達系統である直行02は引き続き江東営業所が管轄となる。（その後2024年3月をもって廃止）

### 深夜08系統
- 深夜08：錦糸町駅 → 亀戸駅 → 西大島駅 → 境川 → 東砂二丁目 → 東砂団地 → 北砂三丁目 → 亀戸駅通り → 錦糸町駅

1989年6月19日、錦糸町駅から東砂・大島駅周辺を循環して錦糸町駅へ戻る経路で新設された。半年後に亀戸駅（ターミナル）へ立ち寄るルートに変更を行ったり、都営新宿線と重複していた大島駅や東大島駅を経由しない経路へ変更したが、他の深夜バスに比べて乗客数が伸び悩み、1996年1月4日に廃止された（最終運行は1995年12月）。廃止後、城東地区の深夜バスは長らく設定されておらず、2016年4月1日に開設される深夜12系統を待つこととなる。

ちなみに、同経路（亀戸駅通り経由）で東砂団地まで行く錦28系統が設定されていた。これは、深夜08系統が経路変更されても一貫して錦糸町駅 - 亀戸駅 - 東砂団地で設定され続ける。錦28系統は葛西営業所（1990年7月までは臨海営業所）の管轄であるが、この便と深夜08系統は江東営業所が担当していた。深夜08系統廃止後は錦28系統（本線）に編入され、通常の錦28系統と同経路で東砂団地行き最終バスに変更されるとともに、通常の錦28系統と同じく葛西営業所の運行となった。なお錦糸町駅と亀戸駅から境川・東砂方面へは都07・草28系統の葛西車庫行、後の両28系統・第六葛西小学校行が深夜時間帯の帰宅の足を担っている。

### 錦11系統
- （都電36→536→）錦11 : 錦糸町駅 - 住吉駅 - 森下駅 - 浜町中の橋 - 茅場町 - 築地駅

1971年（昭和46年）3月の都電第6次撤去で廃止された36系統の代替としてスタート。2005年（平成17年）4月1日付けではとバス委託路線化、臨海支所へ移管となった。ただし、臨海移管後も江東営業所で乗務員が食休を取る便がある。

### 東20・東22乙系統
- 東20 : 東京駅丸の内北口 - 茅場町 - 門前仲町 - 東京都現代美術館 - 住吉駅 - 錦糸町駅
- 東20 : 東京駅丸の内北口 - 茅場町 - 門前仲町 - 東京都現代美術館
- 東22乙（→東20乙） : 東京駅丸の内北口 -（←水天宮 / 茅場町→）- IBM箱崎ビル
- 東22丙 : 東京駅丸の内北口 - 日本橋 - 茅場町 - 水天宮（→湊橋→）- IBM箱崎ビル

東京都現代美術館の開館に合わせ、アクセス路線として2001年（平成13年）7月20日付で新設。2005年（平成17年）4月1日付けではとバス委託路線化、臨海支所へ移管となった。

東22乙系統は日本アイ・ビー・エム箱崎事業所の開設に伴い、1989年（平成元年）4月10日に開通した路線で、同年12月15日には土休日のみ運行の東22丙系統が設定された。当初は巣鴨営業所を主管に千住・江東の3営業所体制での運行だったが、1993年3月の東22丙系統廃止と同時に江東営業所が撤退、千住営業所も1996年に撤退し巣鴨営業所の単独となった後、2000年12月に江東営業所に復帰した。その後、はとバス委託化により2008年4月1日付けで臨海に移管、同時に東20系統に編入され東20乙系統となったが、東京メトロ東西線茅場町駅と半蔵門線水天宮前駅が徒歩圏であるとして2012年（平成24年）3月31日限りで廃止された。

### 急行06系統
- 急行06： 森下駅前 - 清澄庭園 - 門前仲町 - 豊洲駅 - 国際展示場正門駅 - パレットタウン - （←テレコムセンター駅） - 日本科学未来館（記載の停留所のみ停車）

江東区から委託を受け、交通局が運行する路線で土休日のみの運行。愛称は「江東区深川シャトル」。2005年（平成17年）7月17日に新設され、2012年（平成24年）4月にはとバス委託の上、臨海支所へ移管された。

### 錦13系統
- 錦13甲：錦糸町駅 -（←江東橋 / 住吉駅→）- 東陽三丁目 - 塩浜二丁目 - 枝川 - 豊洲駅 - IHI前 - 晴海三丁目 - 晴海埠頭
- 錦13甲：錦糸町駅 -（←江東橋 / 住吉駅→）- 東陽三丁目 - 塩浜二丁目 - 枝川 - 豊洲駅 - IHI前
- 錦13甲：錦糸町駅 -（←江東橋 / 住吉駅→）- 東陽三丁目 - 塩浜二丁目 - 枝川 - 豊洲駅
- 錦13乙：錦糸町駅 -（←江東橋 / 住吉駅→）- 東陽三丁目 - 塩浜二丁目 - 辰巳駅 - 東雲駅 - 深川車庫

本来は深川営業所の路線だが、2005年7月から一時共管となった時期がある。しかし2009年3月31日をもって深川営業所の単独に戻された。

### 錦27系統
- （32→128→）橋27：小岩駅 - 二枚橋 - 江戸川区役所 -錦糸町駅 - 浅草橋 - 茅場町 - 八丁堀 - 新橋駅
- 錦27：小岩駅 - 二枚橋 - 江戸川区役所 -錦糸町駅 - 浅草橋 - 箱崎町（1996年9月6日まで京成電鉄奥戸営業所＝現・京成バスと共同運行）
- 錦27：小岩駅 - 二枚橋 - 江戸川区役所 - 錦糸町駅 - 両国駅（1996年9月6日まで京成電鉄奥戸営業所＝現・京成バスと共同運行）

年譜
- 1951年（昭和26年）2月1日：32系統として錦糸町駅 - 新橋駅間を運行開始。
- 1951年（昭和26年）4月1日：小岩駅へ路線を延長、128系統として京成との相互乗り入れを開始。
- 1974年（昭和49年）8月15日：箱崎町と新橋の間を廃止。系統番号が橋27から錦27に変わる。京成は路線名も変更、箱崎線となる。
- 1996年（平成9年）9月7日：箱崎町と両国駅の間を廃止。京成は小松川警察署止まりに短縮し、小74系統小松川線となる。
- 2001年（平成13年）2月16日：京成の小74系統が京成タウンバスに移管される。
- 2005年（平成17年）3月28日：江東営業所と江戸川営業所の共管となる。
- 2009年（平成21年）4月1日：江戸川営業所の単独所管となる。

元々は、京成バスと相互直通系統の100番台の128系統として、小岩駅前～新橋駅前間で運転されていた。

乗用車の発達で都心部の渋滞が激しくなってきたことと、国鉄総武線の輸送力増強で採算が悪化し、1970年（昭和45年）に並走していた107系統が廃止。さらに1974年（昭和49年）8月15日限りで新橋駅前～箱崎町間が廃止になり、系統番号も錦27系統に変更される。

その後は小岩駅前 - 箱崎町間で京成との共同運行を継続し、2度の大規模な路線再編成も乗り切ってきたが、京成電鉄奥戸営業所管内の路線再編成に伴い、1996年（平成8年）に京成が小松川警察署以西を廃止、都営も箱崎町と両国駅の間を廃止した。この時、京成は系統番号を小74系統小松川線とし、共同運行が解消された。

開通以来、初代江戸川営業所→臨海営業所が担当していた一時期を除きずっと江東営業所が担当してきたが、2005年3月に旧葛西営業所の系譜を引き継いだ2代目の江戸川営業所が参入して共管となり、その後2009年4月に全便が江戸川営業所の担当となった。なお京成の小74系統は後に分離子会社の京成タウンバスに移管、現在も運行されている。

### 上26系統
- （トロリー101→601→）上26：上野公園 - 上野桜木 - 入谷鬼子母神 - 西浅草三丁目 - 業平橋駅（現・とうきょうスカイツリー駅） - 押上 - 亀戸天神 - 亀戸駅

元無軌条電車（トロリーバス）101系統で、その前は都電26系統、25系統の一部である今井～東荒川、西荒川～亀戸駅前の区間に無軌条電車独自の亀戸駅前～上野公園の部分がつなげられてできた系統であった。城東電気から続く古い路線であった。

無軌条電車の廃止に伴い、今井無軌条電車営業所は江東営業所に吸収されて江東営業所今井支所となった。その後、今井支所の上部組織が江東から（初代）江戸川へと変更されてきたが、そのまま上26系統を担当した。1987年5月には今井支所と初代江戸川営業所を統合のうえ臨海営業所（現・臨海支所）が発足、上26系統も臨海の担当となった。
しかし交通量増大により、長距離路線では定時運行が難しい状態になったため、1990年（平成2年）7月に亀戸駅前で分割される。上26系統は大塚営業所（現・巣鴨営業所）と巣鴨営業所の共管で、上野公園～亀戸駅前の運行に改められた。大塚営業所では、当路線の入出庫を兼ねる意味も含め、当時担当していた茶60系統を、御茶ノ水駅から上野公園に起終点を変更し、池袋駅東口へ行く便も減らして主に大塚駅前の発着とした。その後、1999年（平成11年）3月に巣鴨営業所担当分を江東営業所に、2007年（平成19年）3月には大塚営業所担当分を南千住営業所へと次々に移管されてきた。分割後も乗客は伸び悩んだため、 2009年（平成21年）4月にははとバス委託路線化により南千住・江東担当分ともに青戸支所へ移管となった。現在も乗務員が江東営業所で食事休憩する便が存在する。

亀戸駅 - 今井間は亀26系統として引き続き臨海が担当し、現在はそれもはとバス委託である。

### 上35系統
- （都電24→）上35：亀戸駅 - 柳島 - 押上 - 浅草雷門 - 浅草寿町 - 上野広小路 - 須田町

1972年（昭和47年）11月12日の都電第7次撤去で廃止された都電24系統（柳島 - 須田町）の代替として開通したが、上37系統・門33系統と路線が重複し非効率と判断され、交通局第2次再建計画に伴う路線再編成により1977年（昭和52年）12月15日限りで廃止となった。上野広小路 - 須田町間は代替で上37系統を延長するも、これも1982年（昭和57年）12月25日限りで廃止、上野松坂屋発着に戻された。亀戸駅から柳島、押上を経て本所吾妻橋にかけては門33系統を増強して対応している。

### 15系統
- 15：三角 - 陣屋橋 - 七軒町 - 東小松川1丁目 - 東小松川4丁目 - 中川新橋 - 亀戸駅通り - 江東車庫前 - 錦糸町駅前

旧江戸川営業所へ移管のうえ、錦25系統となる路線。その後、旧江戸川営業所は1987年（昭和62年）5月に臨海営業所となり、本系統も臨海に引き継がれたが、2004年（平成16年）4月に現江戸川営業所に移管されて現在に至る。

### 26系統
- 26：北砂七丁目 - 境川 - 白河二丁目 - 浜町中の橋 （←馬喰町/水天宮前→） 神田駅 - 秋葉原駅 - 外神田二丁目 - 上野公園

1957年（昭和32年）に洲崎営業所（現・深川営業所）から移管されたが、1972年の葛西営業所開設により移管、系統番号整理で秋26系統となる。後に上野側は秋葉原駅までに短縮されたが、葛西橋側は葛西駅まで延長されて現在の形となる。東京駅へ向かう支線もありこちらは東26系統となったが、1982年（昭和57年）の第3次再建計画で廃止され、秋葉原系統だけが現存している。現在は臨海支所の担当である。

### 37系統
- 37：両国駅前 - 人形町 - 水天宮前 - 宝町 - 東京駅八重洲口

### （旧）66系統
- （旧）66：亀戸駅前 - 北砂1丁目

### 107系統
- 107：東京駅北口 - 浅草橋 - 錦糸町駅 - 亀戸駅通り - 東小松川（現・京葉交差点） - 二枚橋 - 小岩駅通り - 市川駅（京成電鉄奥戸営業所と共同運行）

1947年（昭和22年）6月、京成電鉄との共同運行路線第1弾として開設。両国橋から国道14号（千葉街道）をひたすら東へ向かう路線だった。国鉄総武線の輸送力増強で採算が悪化し、総武快速線の完成を2年後に控えた1970年（昭和45年）8月15日限りで都営が撤退、廃止となった。京成は市川駅と小松川警察署の間で小74系統小松川線（初代）として存続するが、1979年（昭和54年）頃に廃止。

### 516系統
- （都電16→）516（→塚20→都02）：大塚駅 - 大塚三丁目 - 茗荷谷駅 - 文京区役所 - 本郷三丁目 - 上野広小路 - 御徒町駅 - 厩橋（現・蔵前駅）- 石原三丁目 - 錦糸町駅
- 516折返：文京区役所 - 本郷三丁目 - 上野広小路 - 御徒町駅 - 厩橋 - 石原三丁目 - 錦糸町駅

1971年（昭和46年）3月18日の都電第6次撤去で廃止された都電16系統の代替バスで、現在の都02系統の前身。運行開始からしばらくの間は江東営業所も参入していたが、1972年（昭和47年）11月の都電第7次撤去で他の代替路線（東22・門33系統など）を引き受けるに当たり、江東営業所本所が手狭になることから撤退。同時に系統番号を塚20系統に変更のうえ文京区役所 - 錦糸町駅間の区間便も廃止となった。後に都市新バス化や大塚営業所→大塚支所の廃止に伴う巣鴨営業所への移管を経て、現在も都バス有数の幹線として継続中。

## 車両
指定車種：（民生産業→民生デイゼル工業→日産ディーゼル工業→UDトラックス→）指定メーカーなし

音声合成：クラリオン→レゾナントFC-7000
終戦直後の民生産業の時代からUDを指定としてきたが、2010年（平成22年）にUDトラックスがバス製造事業撤退を発表したことと交通局の車両調達が入札制に移行したことにより、2008年度を最後に事実上指定がない状態となっている。現在はUDを中心に日野・三菱ふそう・いすゞの車両が配置されている。
かつて在籍していた都市新バス用のE代らくらくステップバス（E422 - 429号車）は都04系統用として導入された車両で、都04系統を深川営業所に移管し、都07系統を受け入れる際に都07系統用となった。これらは1999年2月に一度納車されたが、側面が2段窓で発注内容と異なることからメーカーに返品、改めて製造のうえ同年5月から6月に納車されていた。このため、1998年度の予算で購入されたE代車でありながら1999年5月から全国で交付が開始された新しいナンバープレートでの入籍となっており、なかでもL-E422号車は「足立200か」の登録1号である「足立200か･･･4」となっていた。
一部車両は江東区の観光案内をPRするラッピング車両として運行していた（D216号車、1998年度車（E代）のE422・423・427・429号車以外、F458号車、2003年度車（L代）のL100～102・105・108号車以外）。なお、このラッピング車は2010年（平成22年）7月をもって、全車両にて解除され、通常の姿に戻っている（L105号車は江東区ではなくすしざんまいラッピングで現在も運用）。
都07系統を新たに受け持つ際に葛西から日野・ブルーリボン、新宿からいすゞ・キュービック（A402号車）が転入したが、いずれも置換え予定の旧年式車であったため半年から1年程度で廃車された。その後、2007年度には日野・ブルーリボンII（R595 - 606号車）が配置された。このうちのR595号車はブルーリボンIIの市販第1号車である。その後R599・600・605・606号車が江戸川営業所へと転出(その後、R606号車は、青戸、深川の順に転属)、2015年（平成27年）4月には同型のR623・624号車が江戸川営業所から転入した。2009年2月より日野・ブルーリボンシティハイブリッド（BJG-HU8JLFP）が運行を開始すると江東にも10台（S130 - 139号車）が投入、都04系統の全便で運行することになり、深川から新製間もない同型車（S150 - 153号車）が転属してきた。2009年（平成21年）10月よりいすゞ・エルガ（T204号車。PKG-LV234L2）が配属され再びいすゞ車が配置されることになった。同じく2009年度には2010年（平成22年）1月に日野ハイブリッド（T279 - 281号車）、2010年度は9月に日野ハイブリッド（V297号車。LJG-HU8JLGP）、2011年（平成23年）1月に三菱ふそう・エアロスター（V387 - 392号車）、2011年度は11月から2012年（平成24年）2月にかけてエアロスター（W432 - W441号車）が配置された。なお、V297号車は2013年（平成25年）4月に深川営業所へと転出した。2012年度にはX273・X274号車が配置され（後述）、3年ぶりのいすゞ車となり、江東では開設以来初めていすゞ車の在籍が複数になったが、T204号車は2013年（平成25年）4月に、X273とX274号車は2014年（平成26年）4月にそれぞれ深川営業所へと転出した。その後、2014年度から2015年度にかけて再三にわたりいすゞ・エルガ（Z518～523号車・A647・648・650～658号車）が配置され、江東では初めていすゞ車の配置が10台以上となった。これによりH代のUD・UA272系富士重工車および中型ロング車のUD・JP252系が全廃となり、江東のUD車は西日本車体工業製に統一、同時にLED化率が100%となった。
L108号車のみんくるステッカーは通常柄ではなく、シークレットステッカーとなっている（前面のみ、背面は通常柄）。この車両は2014年（平成26年）4月に北営業所へと転出した。
さらに、2011年の新車のうち、12月分の車両は、クリスマスにちなんだシールを張り付け12月25日まで運用し、そのあと2012年（平成24年）1月に最後の一般塗装車のE425号車が引退する際に専用ステッカーを張り付けて運用するなど、2011年度の車両置換では変わった動きがあった。
さらに2012年度の新車では（X273・X274号車）2台それぞれに背景色が異なる（X273号車は昼、X274号車は夜をイメージ）デビューシールを張り付け約2週間運用した。これは制帽をかぶったみんくるに東京スカイツリーの絵に「江東みんくる」と描かれたデザインのシールであった。
また、X274号車については期間限定シールを通常版シールよりもわずかに小さく作り、その上に重ねて貼ることで黄色いはみ出しを作り、スカイツリー開業前日の金環日食をイメージさせる工夫をさせた。
2016年度は新型エルガが導入され、これに伴いS代の日野・ブルーリボンハイブリッドの一部が青戸や臨海支所に転出している。
2007年（平成19年）、当時早稲田営業所に在籍していたL748号車（現在は北営業所に配置されている）と、当営業所のL100号車で背当て式の車椅子スペースを試行する改造が施工された。

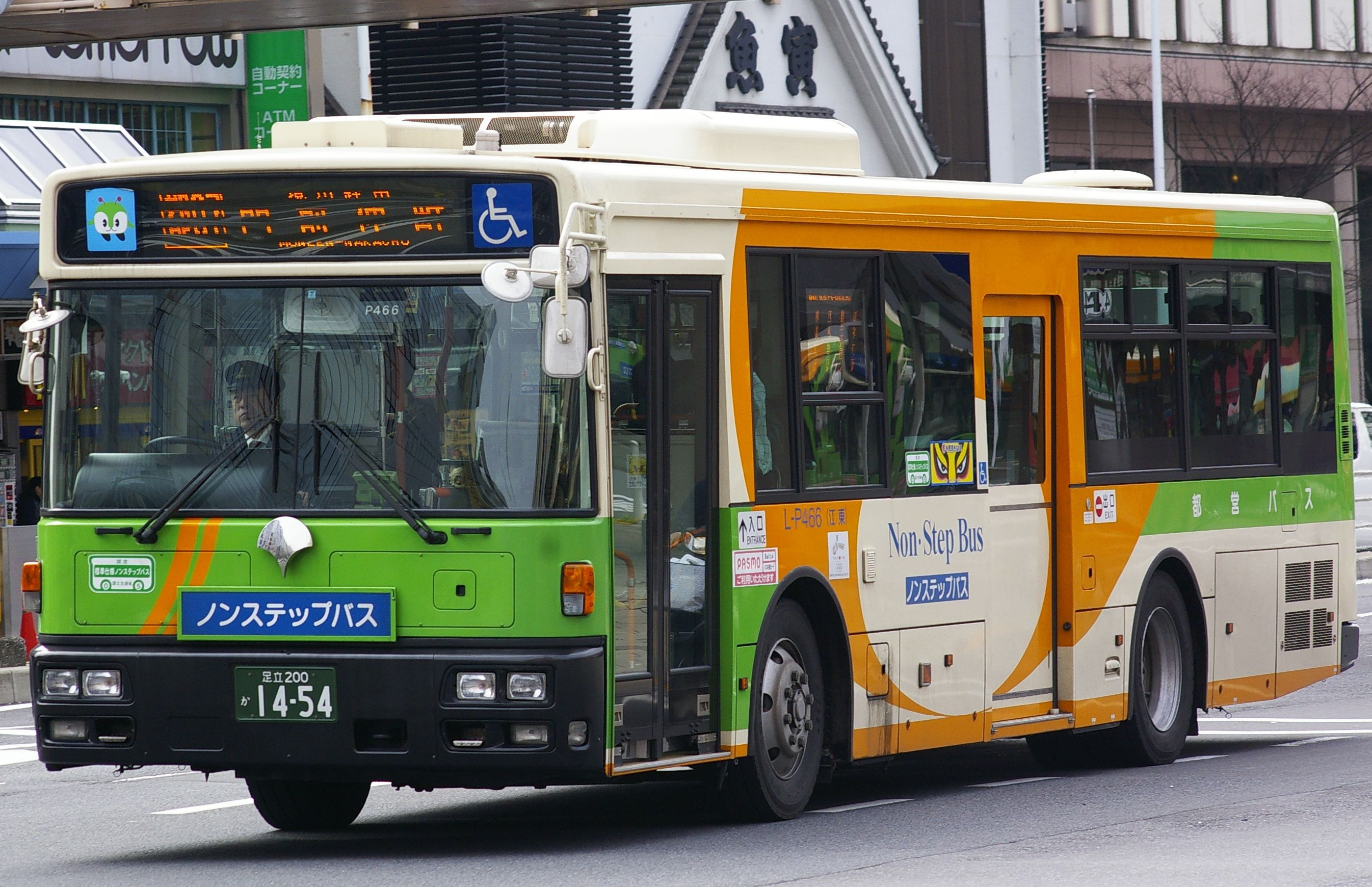
UD製（西工車体架装）大型ノンステップ車両 (L-P466)
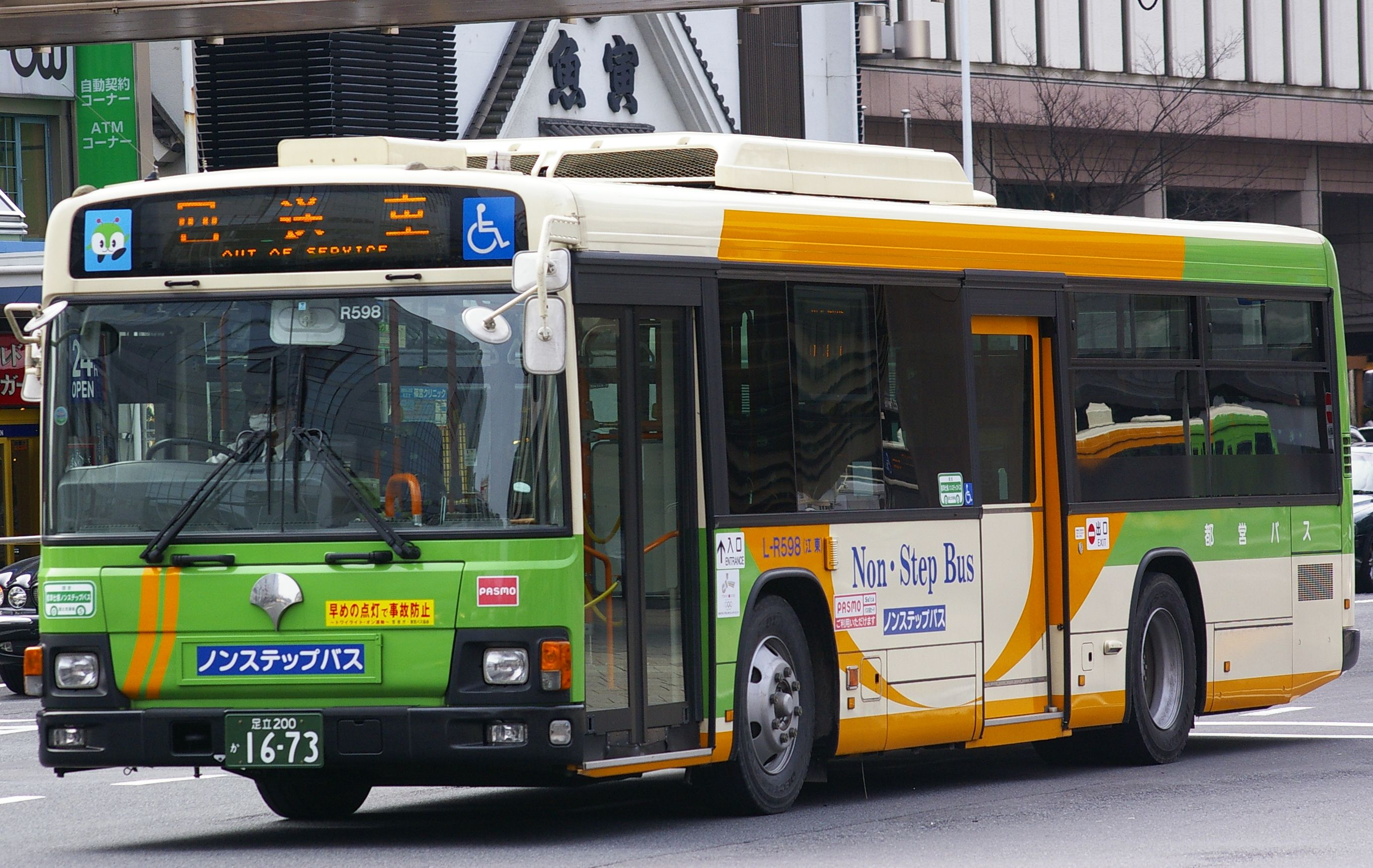
日野製大型ノンステップ車両。いすゞ自動車との共通モデルで、いすゞ製である。 (L-R598)
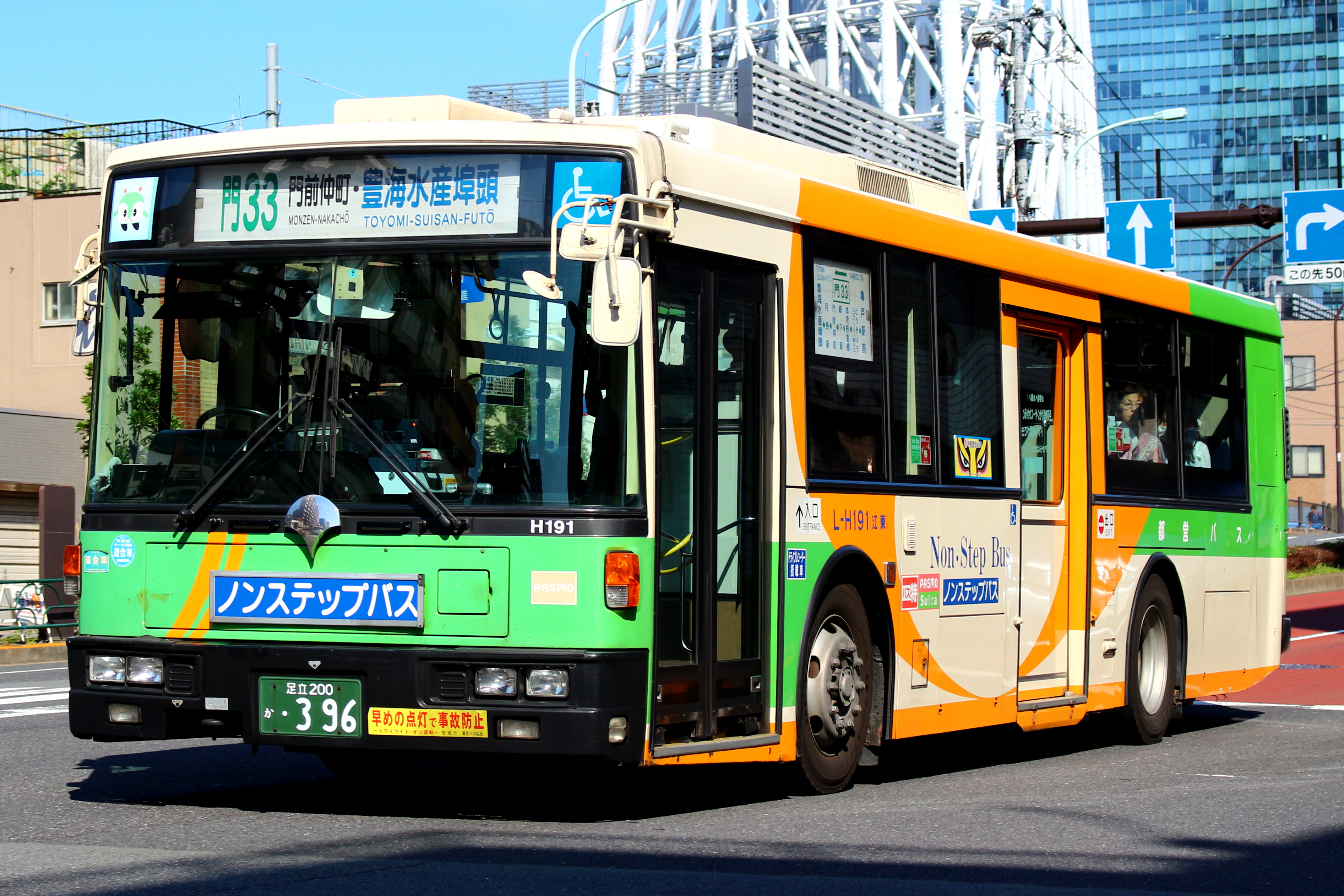
UD製富士重架装大型ノンステップ車両。 (L-H191)
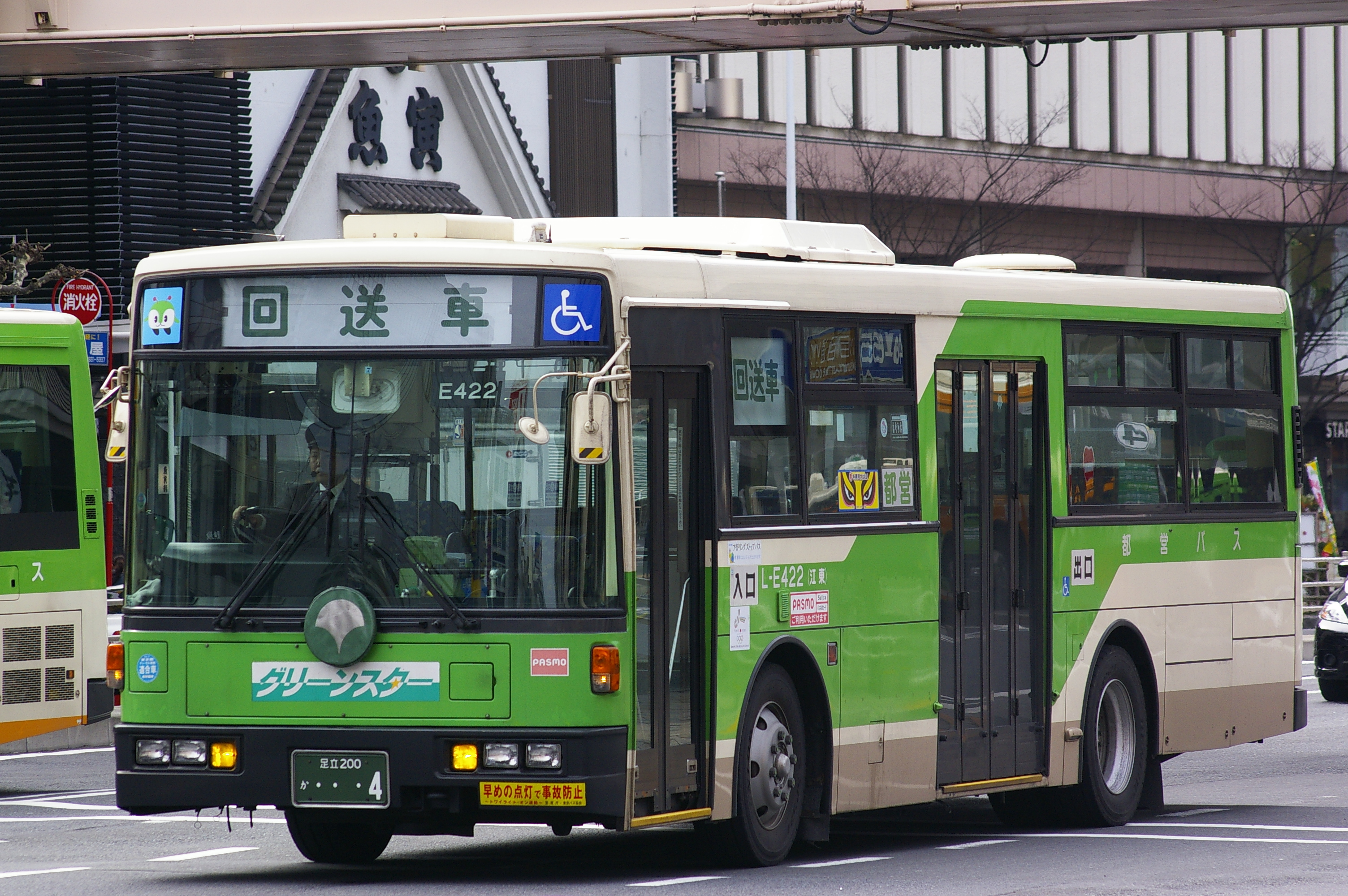
過去の車両：UD製大型車両富士重工業製R17‐Eボディ架装。本来の指定ボディであった。ナンバーは"足立200か"の登録一号である"4"番。 (L-E422)
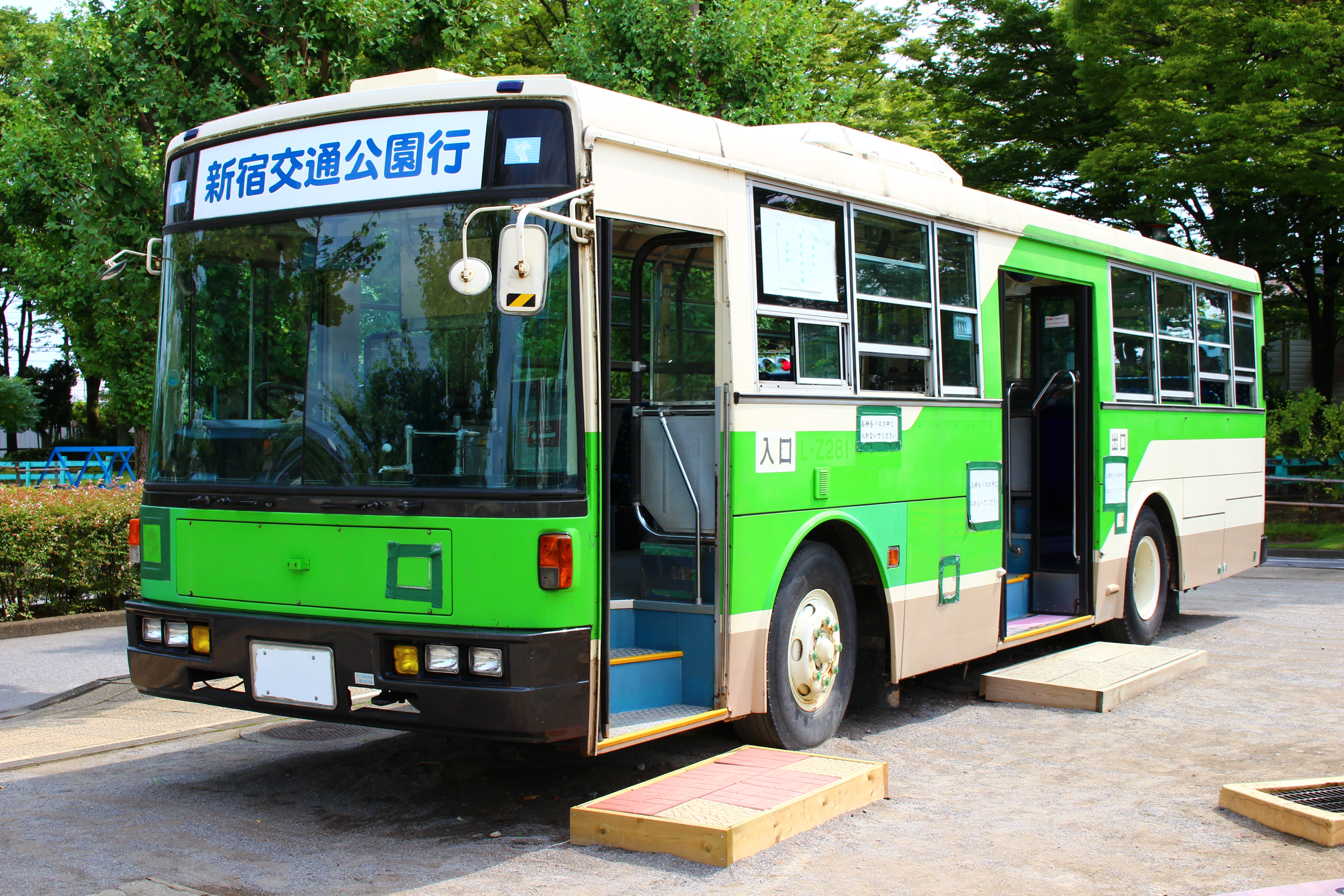
新宿交通公園(葛飾区)では江東営業所所属であった都営バスが保存されている。 (L-Z281)
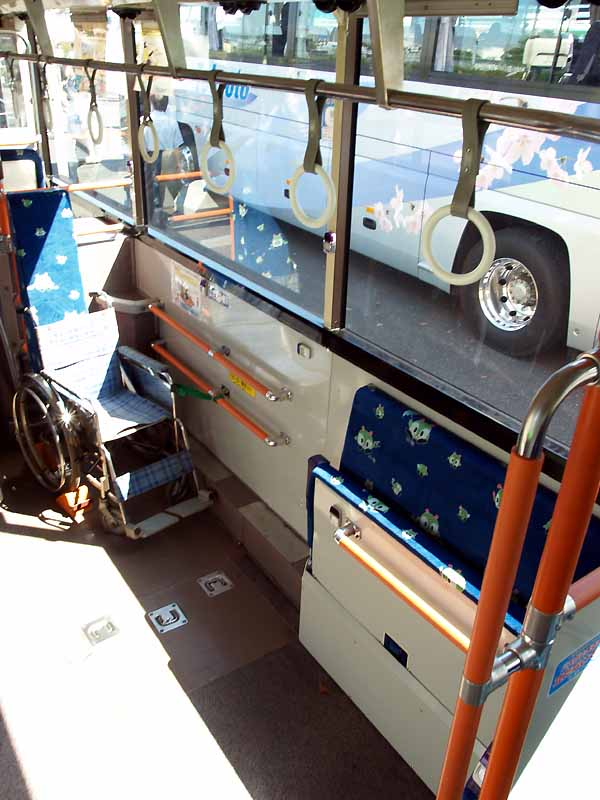
L100号車に試験的に施工されている背当て式の車椅子スペース

## その他
すぐ隣が始発ターミナルの錦糸町駅前であるために都営バスの営業所で唯一、本拠車庫発着系統・運用が存在せず、入出庫はすべて錦糸町駅または亀戸駅との間の回送となる（かつて錦13系統を一部管轄していた時、江東営業所担当の深川車庫行きは存在した）。
江東営業所には、上26や錦11系統などで運用される青戸や臨海支所の車両が乗務員の食事休憩(食入)で入庫してくる。かつては上26系統運用の大塚営業所の車両も入庫していた。